# Jolyellus
Jolyellus is een kevergeslacht uit de familie van de boktorren (Cerambycidae). De wetenschappelijke naam van het geslacht werd voor het eerst geldig gepubliceerd in 2007 door Galileo & Martins.

## Soorten
Jolyellus is monotypisch en omvat slechts de volgende soort:
- Jolyellus albomaculatus Galileo & Martins, 2007